# 24 (število)
24 (štíriindvájset) je naravno število, za katero velja 24 = 23 + 1 = 25 - 1.

## V matematiki
- sestavljeno število.
- četrto obilno število {\displaystyle \sigma ^{*}(24)=1+2+3+4+6+8+12=36>24}.
- četrto Zuckermanovo število v bazi 10: {\displaystyle 24\mid 2\cdot 4=8\,\!}.
- četrto Zumkellerjevo število.
- peto zelo sestavljeno število.
- 24 = 4!.
- najmanjše število n, za katero ima enačba φ(x) = n natanko 10 rešitev. Rešitve enačbe so: 35, 39, 45, 52, 56, 70, 72, 78, 84, 90.
- Harshadovo število.

## V znanosti
- vrstno število 24 ima krom (Cr).
- Zemljin dan ima 24 ur.

## V jezikoslovju
- grška abeceda ima 24 črk.

## Drugo
- 24, ameriška akcijska TV-serija

### Leta
- 424 pr. n. št., 324 pr. n. št., 224 pr. n. št., 124 pr. n. št., 24 pr. n. št.
- 24, 124, 224, 324, 424, 524, 624, 724, 824, 924, 1024, 1124, 1224, 1324, 1424, 1524, 1624, 1724, 1824, 1924, 2024, 2124